# Ausculta fili
 (novembre 2008).
Si vous disposez d'ouvrages ou d'articles de référence ou si vous connaissez des sites web de qualité traitant du thème abordé ici, merci de compléter l'article en donnant les références utiles à sa vérifiabilité et en les liant à la section « Notes et références ».
Ausculta fili (en latin, Écoute, mon fils) une bulle du pape Boniface VIII adressé au roi Philippe IV le Bel (5 décembre 1301). Ausculta fili rappelle la supériorité du pouvoir spirituel sur le pouvoir temporel, et convoque pour le mois de novembre 1302 un concile à Rome, où le roi de France peut se présenter.
Le titre de la bulle est tiré de son incipit.

## Histoire
Cette bulle irrita violemment Philippe. On a affirmé qu'elle fut brûlée publiquement à Paris, le dimanche 11 février 1302, en sa présence, devant les nobles, et qu'il fit annoncer cette exécution à coup de trompe, mais Félix Rocquain suggère que cet événement est selon toute vraisemblance une invention, un tel acte ne correspondant ni au caractère ni aux visées de Philippe . Le comte d'Artois lui-même aurait arraché cette bulle au légat du pape et l'aurait déchirée devant lui. 
La bulle papale fut suivie de la bulle Unam sanctam.